# 龙定燎
龙定燎（1919年9月—1997年），生于广东省花县横潭乡。1935年夏毕业于花县立乡村师范学校。后任海南县小学教师。1935年起积极参加民间抗日救国宣传活动。1938年到延安后参军，同年12月加入中国共产党。
1939年8月调入延安中央党校38班学习。1940年10月调入延安自然科学院任干部处秘书。1941年3月调入第十八集团军机械工程学校（内称军委航校）学习，同年10月转入延安抗大学习，是抗大三分校三大队学员。该大队以学习航空相关技术为主。1943年3月调入军委四局俄文学校任研究生班副区队长，学员班党支部书记。大生产运动中任菜园主任。1944年11月调入延安炮校参与创建并成为首批学员，1945年9月23日首批毕业生随炮校全体师生从延安出发转移东北办学，行至察热地区（现怀柔），他单独受命前往张家口场站报道，任张家口机场场务场长，后随延安航空二队前往东北参与创建共产党第一所航空学校—东北老航校建设。
1946年3月1日东北老航校正式成立，龙定燎是老航校首任校办秘书，经再三申请获准后，1946年5月在牡丹江进入飞行一期甲班学习，与姚峻同任班长兼政指，成为共产党独立办学最早放单飞的12名飞行员之一。1948年9月毕业后至1949年11月，先后任职东北老航校队列科长、飞行训练科长。
1949年11月，龙定燎接空军命令与刘风、龚友源作为带队干部，在长春创建空军第二航空学校。1949年12月1日二航校成立并开学，历任空军第二航空学校飞行训练处处长、老二团团长、校副参谋长、二航校副校长。1959年～1961年带队参加福州轮战，1961年～1965年4月被选调到杭州参加空军条令与教材编写组。1965年5月龙定燎被空军任命为二航校校长。
1977年5月离任后任校顾问，1979年6月任空军成指司令部顾问。1982年离休。1997年逝世。